# Touchpress
Touchpress是一个广受好评的应用程序开发商和发行商，其总部设在西伦敦。该公司制作针对教育的应用产品，包括：元素周期表，贝多芬，太阳系模型， T.S.艾略特，莎士比亚等。他们的赤脚世界图览(Barefoot World Atlas)被苹果公司评为有史以来最优秀的十个应用程序之一。对于Touchpress 的最新应用程序“迪士尼动画”，iTunes的App编辑指出：“我们绝对被迷住了。”

## 起源
Touchpress由西奥多·格雷, Max Whitby, John Cromie和史蒂芬·沃爾夫勒姆在iPad发布后不久创立。首个被出版的应用是“元素” ("The Elements")，创意来自于几位创始人在一张咖啡桌前共同讨论完成的一部关于元素周期表的书籍。

## 设计理念
Touchpress创作“活书”。他们的应用序具有许多互动元素，争取引起读者更深了解主题的兴趣。该公司是重新定义21世纪书籍和阅读体验这一广泛运动的一部分。Touchpress尤其以其与出版业内外的伙伴合作而著名。迄今为止，该公司已与迪斯尼，德意志唱片公司，费伯和费伯公司，谢默斯·希尼，比约克，费欧娜·萧，帕特里克·斯图尔特，史蒂芬·弗莱，安德鲁·莫申，斯蒂芬·霍夫，埃萨-佩卡·萨洛宁和爱乐管弦乐团，以及国家地理杂志合作。

## Touchpress发布的应用
- 2010 元素
- 2011 X射线的X
- 2011 头骨- 西蒙•温彻斯特
- 2011 宝石和珠宝
- 2011 荒原
- 2012 恐龙行进
- 2012 太阳系
- 2012 达芬奇：解剖学
- 2012 威廉•莎士比亚十四行诗
- 2012 金字塔3D
- 2012 战马
- 2012 交响乐团
- 2012 赤脚世界图览
- 2013 贝多芬第九交响曲
- 2013 李斯特奏鸣曲
- 2013 迪士尼动画
- 2013 发明之旅
- 2014 不可思议的数字-伊恩•斯图尔特教授
- 2014 维瓦尔第四季
- 2014 谢默斯•希尼：五寓言
- 2014 柯林斯鸟类导览